# Grande Baía Australiana

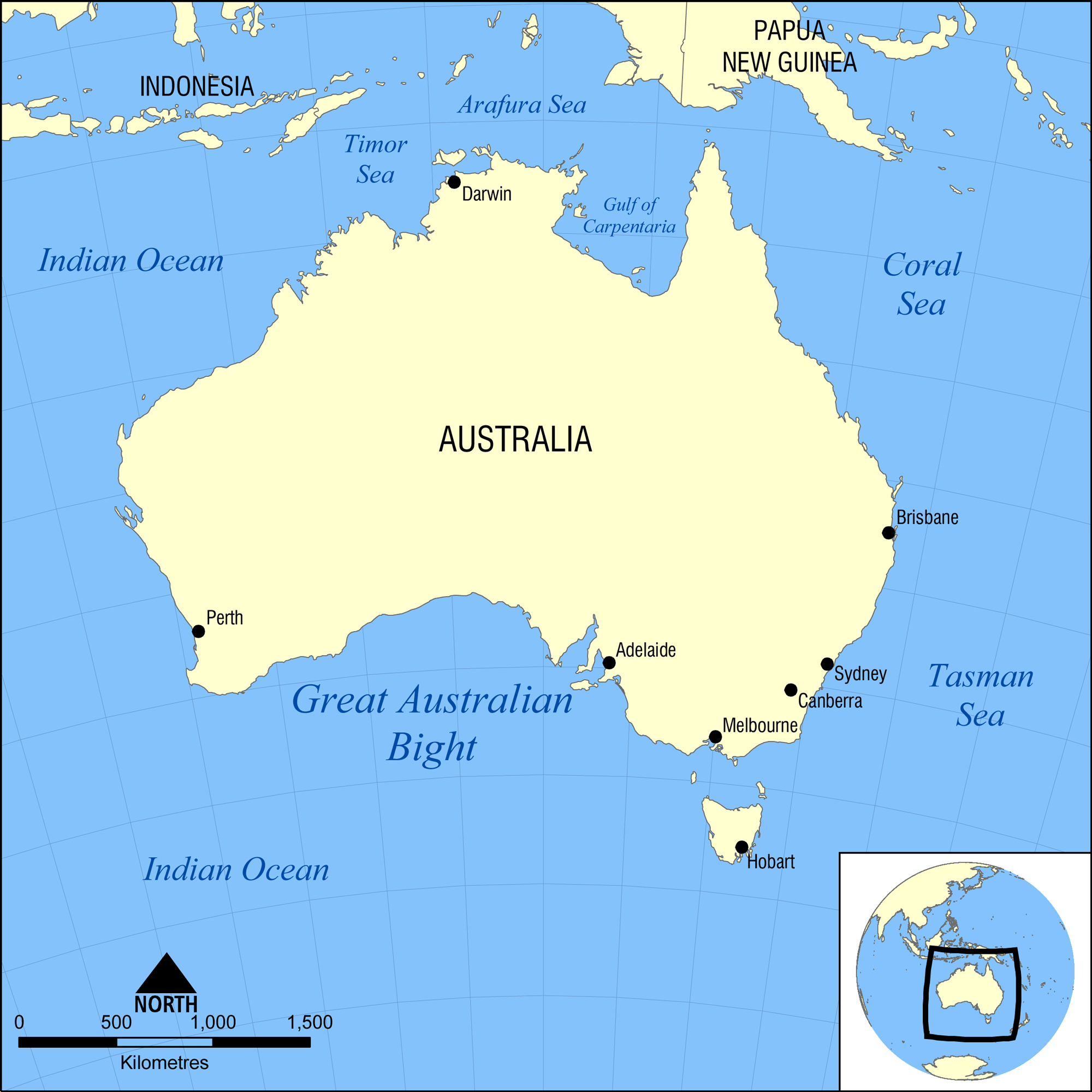
A Grande Baía Australiana, no sul australiano.

A Grande Baía Australiana (Great Australian Bight em inglês) é uma imensa baía situada no sul da Austrália, no oceano Índico. Estende-se desde o Cabo Pasley (Austrália Ocidental) até ao Cabo Carnot (Austrália Meridional), com uma amplitude total de 1160 km. A maior parte fica a sul da planície de Nullarbor.

## Extensão
A máxima autoridade internacional em matéria de delimitação de mares, a Organização Hidrográfica Internacional («International Hydrographic Organization, IHO), considera a Grande Baía Australiana como um mar integrante do oceano Índico. Na sua publicação de referência mundial, «Limits of oceans and seas» (Limites de oceanos e mares, 3ª ed. de 1953), atribui o número de identificação 62 e define-o da forma seguinte:
Norte:
A costa sul da Austrália.
Sul:
Uma linha que une o West Cape Howe (35° 08′ S, 117° 37′ L), na Austrália, com o cabo South West, na Tasmânia.
Leste: 
Uma linha desde o cabo Otway, Austrália, até à ilha King e daí até ao cabo Grim, o extremo noroeste da Tasmânia.— Limits of oceans and seas, pág. 10.
Outra definição muito utilizada é a que estabelece que os seus limites são, desde o cabo Pasley, na Austrália Ocidental, até ao cabo Carnot, Austrália Meridional, uma distância de 1160 km
O topónimo mais geralmente aceite na Austrália para o corpo de água adjacente é o de oceano do Sul ou Meridional (Southern Ocean) e não "oceano Índico".
Grande parte da baía está a sul da expansiva planície de Nullarbor, que se estende entre os dois estados australianos - Austrália Meridional e Austrália Ocidental. A autoestrada Eyre passa perto das falésias da baía entre Head of the Bight e Eucla.

## Costas

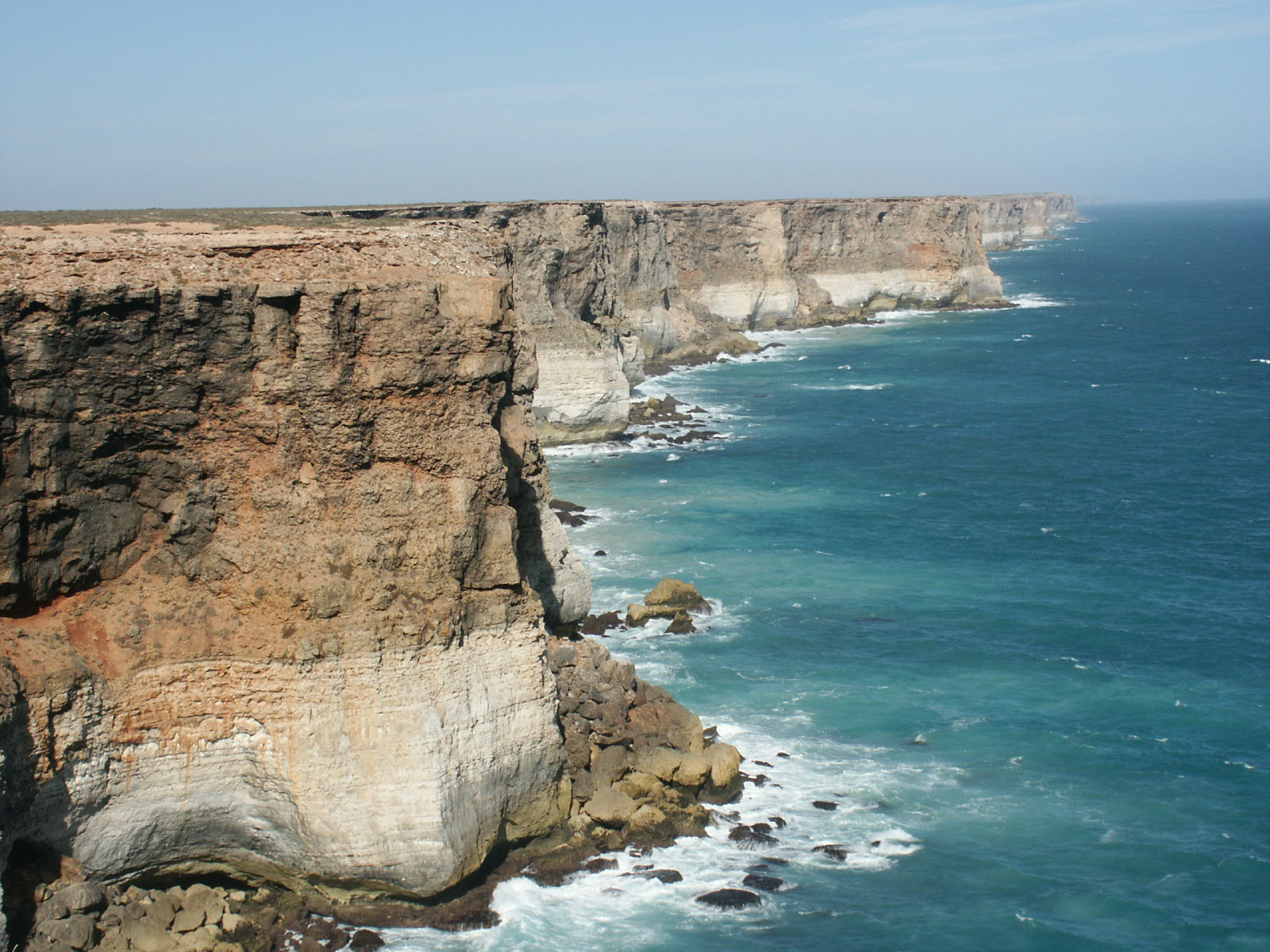
Típicas falésias da costa da Grande Baía.

As costas da baía caracterizam-se pelas suas grandes falésias de 60 metros de altura na envolvência das praias, e pelas suas plataformas rochosas. As águas da baía, embora não sejam muito profundas, contam apenas com vida marinha, o que não se passa na maioria das plataformas continentais que acolhem uma grande variedade de espécies. Tal é devido ao deserto situado a norte da baía ser árido. A precipitação é escassa e, quando se produz, a água infiltra-se na forma de lagos salgados. Portanto, a Grande Baía recebe pouca água doce e nutrientes fertilizantes, convertendo-se num deserto submarino. Porém, o número de tubarões que frequenta estas águas costeiras é grande, bem como o da baleia-franca-austral.